# クヮンガクッ
『クヮンガクッ』は、1999年10月5日から2001年3月20日まで毎日放送テレビ（MBSテレビ）で放送されたバラエティ番組である。キャッチコピーは「ヒマだからドキュメント」。番組タイトルの由来は不明だが、プロデューサーなど主要スタッフの多くが関西学院大学、略称・関学（かんがく、英語表記ではKWANGAKUとされる）の出身であり、このことが由来となっていると考えられる。

## 概要
baseよしもとのお笑い芸人たちが梅田 - 難波間を舞台とした様々な企画に挑戦。テレビ初レギュラーだったり、初出演である芸人ばかりを集めたので「ヒマだからドキュメント」というキャッチコピーを付けられていた。
企画は大きく分類すると次のようなものがあった。
- クリアするまで梅田―難波間を行き来するもの。
- スタートを梅田、ゴールを難波とし、ゲームに成功すると御堂筋を少しずつ進めるもの。途中で失敗するとスタート地点に戻される企画もあった。
- スタートを梅田、ゴールを難波とし、中継地点がどこになるかわからないもの。

その他にも漁場にある魚に印を付け、それが黒門市場に行くか?という梅田 - 難波間以外の地域で行われた企画もある。
2000年5月、「レシートすごろく」ロケが長期化したために放送時間を30分から35分に拡大した。
後にレイザーラモンRGは「その後、この番組出身者は陣内、サバンナ、チュートリアル、ロザン、レイザーラモンHGまでが売れた」（すなわち、自分だけが売れなかった）と評した。ただし、RGもあるあるネタや細川たかしの物真似の「こぶしたかし」ネタなどで、遅ればせながらブレイクを果たしている。
この番組は関西ローカルを基本としていたが、一時期系列局のテレビ高知や宮崎放送でも放送されていた。

## 放送リスト
| 回 | 放送日     | 企画名                                                | 時間   | 出演者                                           |
| -- | ---------- | ----------------------------------------------------- | ------ | ------------------------------------------------ |
| 1  | 1999.10.05 | 着メロ聞いて梅田→難波                                 | 16:20  | 陣内智則                                         |
| 2  | 10.12      | ハンコ1000本配って梅田→難波・前編                     | -      | ロザン                                           |
| 3  | 10.19      | ハンコ1000本配って梅田→難波・後編                     | 38:30  | ロザン                                           |
| 4  | 10.26      | 街の時間で梅田→難波                                   | 15:00  | レイザーラモン                                   |
| 5  | 11.02      | カギ10個の中から1つ選んで難波→天下茶屋（※当時の自宅） | 12:30  | 陣内智則                                         |
| 6  | 11.09      | ライター1発付けで梅田→難波・前編                      | -      | チュートリアル                                   |
| 7  | 11.16      | ライター1発付けで梅田→難波・後編                      | 17:30  | チュートリアル                                   |
| 8  | 11.23      | 日なただけを歩いて梅田→難波・前編                     | -      | レイザーラモン                                   |
| 9  | 11.30      | 日なただけを歩いて梅田→難波・後編                     | 120:00 | レイザーラモン                                   |
| 10 | 12.07      | ピザ駅伝で梅田→難波・前編                             | -      | 陣内智則、チュートリアル                         |
| 11 | 12.14      | ピザ駅伝で梅田→難波・後編                             | 9:30   | 陣内智則、チュートリアル                         |
| 12 | 12.21      | ジュースの自動販売機数えて梅田→難波                   | 13:30  | ロザン                                           |
| 13 | 12.26      | ウルグアイで火をおこして梅田→ウルグアイ→難波          | 144:00 | 陣内智則、ロザン、チュートリアル、レイザーラモン |
| 14 | 2000.01.04 | 自転車で年賀状配達して難波→加古川                     | 14:00  | 陣内智則                                         |
| 15 | 01.11      | 総集編                                                | -      | 陣内智則、ロザン、チュートリアル、レイザーラモン |
| 16 | 01.18      | 信号で止まらず梅田→難波                               | 11:00  | 陣内智則                                         |
| 17 | 01.25      | 楽器奏でて梅田→難波                                   | 16:40  | レイザーラモン                                   |
| 16 | 02.01      | 名刺交換で梅田→難波                                   | 16:00  | チュートリアル                                   |
| 17 | 02.08      | 公開視聴率調査で梅田→難波                             | 12:00  | 陣内智則                                         |
| 18 | 02.15      | 『走れメロス』読んで梅田→？                           | 15:15  | ロザン                                           |
| 19 | 02.22      | あっちむいてホイッで梅田→難波                         | 14:55  | チュートリアル                                   |
| 20 | 02.29      | オリコンBest10探して梅田→難波                         | 16:00  | ロザン                                           |
| 21 | 03.07      | レシートすごろくで梅田→難波・その1                    | -      | 陣内智則                                         |
| 22 | 03.14      | レシートすごろくで梅田→難波・その2                    | -      | 陣内智則                                         |
| 23 | 03.21      | レシートすごろくで梅田→難波・その3                    | -      | 陣内智則                                         |
| 24 | 04.11      | レシートすごろくで梅田→難波・その4                    | -      | 陣内智則                                         |
| 25 | 04.18      | レシートすごろくで梅田→難波・その5                    | -      | 陣内智則                                         |
| 26 | 04.25      | レシートすごろくで梅田→難波・その6                    | -      | 陣内智則                                         |
| -  | 04.30      | ハンコ1000本配ってみましたスペシャル                  | -      | ロザン                                           |
| 27 | 05.02      | 全県民探して梅田→難波・前編                           | -      | サバンナ                                         |
| 27 | 05.02      | レシートすごろくで梅田→難波・その7                    | -      | 陣内智則                                         |
| 28 | 05.09      | 全県民探して梅田→難波・後編                           | 15:50  | サバンナ                                         |
| 28 | 05.09      | レシートすごろくで梅田→難波・その8                    | -      | 陣内智則                                         |
| 29 | 05.16      | 銀行全部暗記して梅田→難波                             | 11:10  | ロザン                                           |
| 29 | 05.16      | レシートすごろくで梅田→難波・その9                    | -      | 陣内智則                                         |
| 30 | 05.23      | 待ち人より早く難波⇔梅田                               | 12:25  | サバンナ                                         |
| 30 | 05.23      | レシートすごろくで梅田→難波・その10                   | -      | 陣内智則                                         |
| 31 | 05.30      | レシートすごろくで梅田→難波・その11                   | -      | 陣内智則                                         |
| 32 | 06.06      | 有名フレーズで梅田→難波                               | 17:30  | チュートリアル                                   |
| 32 | 06.06      | レシートすごろくで梅田→難波・その12                   | -      | 陣内智則                                         |
| 33 | 06.13      | 幸せいっぱいで梅田→難波                               | 16:20  | ロザン                                           |
| 33 | 06.13      | レシートすごろくで梅田→難波・その13                   | -      | 陣内智則                                         |
| 34 | 06.20      | 持ち物しりとりで梅田→難波                             | 32:00  | サバンナ                                         |
| 34 | 06.20      | レシートすごろくで梅田→難波・その14                   | -      | 陣内智則                                         |
| 35 | 06.27      | レシートすごろくで梅田→難波・その15                   | -      | 陣内智則                                         |
| 36 | 07.04      | 5円玉両替して梅田→難波                                | 15:30  | ロザン                                           |
| 36 | 07.04      | レシートすごろくで梅田→難波・その16                   | -      | 陣内智則                                         |
| 37 | 07.11      | 人の名前読んで梅田→難波                               | 20:00  | サバンナ                                         |
| 37 | 07.11      | レシートすごろくで梅田→難波・その17                   | -      | 陣内智則                                         |
| 38 | 07.18      | 赤い傘に入れてもらって梅田→難波・前編                 | -      | チュートリアル                                   |
| 38 | 07.18      | レシートすごろくで梅田→難波・その18                   | -      | 陣内智則                                         |
| 39 | 07.25      | 赤い傘に入れてもらって梅田→難波・後編                 | 288:00 | チュートリアル                                   |
| 39 | 07.25      | レシートすごろくで梅田→難波・その19                   | -      | 陣内智則                                         |
| 40 | 08.01      | レシートすごろくで梅田→難波・その20＜完結編＞         | 600:00 | 陣内智則                                         |
| 41 | 08.08      | 虫探して梅田→難波                                     | 24:00  | サバンナ                                         |
| 42 | 08.15      | 単独ライブで梅田→難波                                 | 13:05  | ロザン                                           |
| 43 | 08.22      | ミッションインポッシブルで梅田→難波                   | 14:30  | サバンナ                                         |
| -  | 08.26      | レシートすごろく完全保存版スペシャル                  | -      | 陣内智則、ロザン、チュートリアル、サバンナ       |
| 44 | 08.29      | Tシャツの意味調べて梅田→難波                          | 15:00  | ロザン                                           |
| 45 | 09.05      | 付き合って何日？で梅田→難波・前編                     | -      | チュートリアル                                   |
| 46 | 09.12      | 付き合って何日？で梅田→難波・後編                     | 18:00  | チュートリアル                                   |
| 47 | 09.19      | 夏の思い出探して梅田→難波                             | 25:30  | サバンナ                                         |
| 48 | 09.26      | 芸術の秋・サルの絵描いてもらって梅田→難波             | 30:50  | ロザン                                           |
| 49 | 10.03      | 本クヮンガクッで難波→梅田                             | 15:30  | 陣内智則                                         |
| 50 | 10.10      | うまいもんすごろくで難波→梅田・その1                  | -      | 陣内智則                                         |
| 51 | 10.17      | うまいもんすごろくで難波→梅田・その2                  | -      | 陣内智則                                         |
| 52 | 10.24      | 川柳で梅田→難波                                       | 17:00  | チュートリアル                                   |
| 53 | 10.31      | 誰にも会わずに梅田→難波・前編                         | -      | サバンナ                                         |
| 54 | 11.07      | 誰にも会わずに梅田→難波・後編                         | 24:00  | サバンナ                                         |
| 55 | 11.14      | つっこんでもらって梅田→難波                           | 20:20  | ロザン                                           |
| 56 | 11.21      | うまいもんすごろくで難波→梅田・その3                  | -      | 陣内智則                                         |
| 57 | 11.28      | とれたてで難波 黒門市場がゴール                       | -      | サバンナ                                         |
| 58 | 12.05      | プチクヮンガクッで梅田→難波？・前編                   | -      | チュートリアル                                   |
| 59 | 12.12      | プチクヮンガクッで梅田→難波？・後編                   | 7:30   | チュートリアル                                   |
| 60 | 12.19      | グリコで梅田→道頓堀                                   | 14:55  | ロザン                                           |
| 61 | 12.26      | とれたてで難波 黒門市場がゴール・続編                 | -      | サバンナ                                         |
| 62 | 2001.01.09 | 1万円割り引いてもらって梅田→？・前編                  | -      | チュートリアル                                   |
| 63 | 01.16      | 1万円割り引いてもらって梅田→？・後編                  | 72:00  | チュートリアル                                   |
| 63 | 01.16      | やってるぜ!とれたてで難波・黒門市場がゴール           | -      | サバンナ                                         |
| 64 | 01.23      | うまいもんすごろくで難波→梅田・その4                  | -      | 陣内智則                                         |
| 64 | 01.23      | やってます!とれたてで難波・黒門市場がゴール           | -      | サバンナ                                         |
| 65 | 01.30      | うまいもんすごろくで難波→梅田・その5                  | -      | 陣内智則                                         |
| 65 | 01.30      | 今日も出てます!とれたてで難波・黒門市場がゴール       | -      | サバンナ                                         |
| 66 | 02.06      | うまいもんすごろくで難波→梅田・その6                  | -      | 陣内智則                                         |
| 66 | 02.06      | ガンバッてます!とれたてで難波・黒門市場がゴール       | -      | サバンナ                                         |
| 67 | 02.13      | ちょっとだけで梅田→難波                               | 16:15  | ロザン                                           |
| 67 | 02.13      | 今でもやってます!とれたてで難波・黒門市場がゴール     | -      | サバンナ                                         |
| 68 | 02.20      | とれたてで難波 黒門市場がゴール・続編＜完結編＞       | 504:00 | サバンナ                                         |
| 69 | .02.27     | プリクラ美女探して梅田→難波                           | 36:15  | チュートリアル                                   |
| 70 | 03.06      | USJ探してユニバーサルスタジオ・ジャパン               | 13:20  | 陣内智則、ロザン、チュートリアル、サバンナ       |
| 71 | 03.13      | うまいもんすごろくで難波→梅田・その7                  | -      | 陣内智則                                         |
| 72 | 03.20      | うまいもんすごろくで難波→梅田・その8＜完結編＞        | 768:00 | 陣内智則、ロザン、チュートリアル、サバンナ       |

## 主な企画の概要

### レシートすごろく
- 梅田をスタートして、通行人にレシートを貰い、そのレシートの店に行き、それを繰り返して難波の髙島屋に行けたらゴール。ただし、通行人が自発的に「あげる」と言った場合には無効とされた。
- 陣内智則が挑戦して、北海道から沖縄まで日本各地に飛ばされることとなった。総移動距離は18,780km、貰ったレシートの枚数は合計239枚。関西圏を抜けるとディレクター1人がデジタルカメラを持って同行するのみになるため、「おっきいカメラ」（ENGカメラ）の撮影クルーが来ると喜んだ。
- ロケ1日目には梅田から心斎橋へと順調に南下していったが、最後に新宿・手塚治虫ワールド（当時東京オペラシティに存在）のレシートを引いてしまう。
- ロケ2日目に東京から近畿圏の明石への脱出に成功するが、ここから北九州→沖縄のレシートを続けて貰い、一気に沖縄へと飛ばされる。丸2日かけて沖縄を脱出するも、大阪・八尾→北海道・新千歳空港と、たった2枚のレシートで今度は北海道へ飛ばされてしまう。
- 北海道へ飛ばされる直前、逃亡をするが捕まってしまう。
- 同じ高島屋でも、難波以外のレシートをよく貰っていた。ロケ2日目には東京で新宿高島屋のレシートを貰う。また、JR名古屋駅にある「ジェイアール名古屋タカシマヤ」開店の日にそのレシートを貰い、店の前で28人もの「名古屋タカシマヤ」のレシートを貰う羽目に（ここで、名古屋タカシマヤのレシートを100人連続で集めることができたらロケ終了を希望できたのだが）。極めつきは難波高島屋のすぐ手前で泉北高島屋（堺市、泉北高速鉄道泉ヶ丘駅前）のレシートを貰ったシーン。ぬか喜びに終わった陣内はその場で崩れ落ちた。
- 山梨県ではカナダ・トロントのレシートを貰い、ロケに同行していたディレクターが大阪にいるプロデューサーに電話で相談して会議をした結果「予算が足りないので海外ロケは無理」との判断が下され、別のレシートを貰うことになった（後に特番でチュートリアルが実際にカナダのトロントへ飛び、日本のレシートをもらうことが出来るかを実験する企画が放送された）。
- 結果、クリアに5か月を要し、ゴールの際に高島屋の受付係から花束を手渡されて大いに歓迎された。2000年8月には総集編として土曜深夜に生特番を組んだ。
- 2000年8月に放送された総集編は、生放送で放送中に視聴者からのファックスを受けつけていたが、その場面で使用されたBGMとして、同じく毎日放送が製作している『皇室アルバム』の次回放送内容告知のシーンで流れるピアノ曲がBGMとして使用されていた。同企画のゴールが難波タカシマヤだったため（高島屋は当時の「皇室アルバム」のスポンサーでもあった）その意味合いを兼ねての使用である。
- この時に沖縄で親しくなった沖縄県の土産店の従業員が深夜の特番のほか、後釜企画のうまいもんすごろくにも出演。
- 同系列局の中部日本放送の番組『ノブナガ』のコーナー地名しりとりはこのコーナーを参考に作られた（Quick Japan vol.58より）。
  - 後に毎日放送も2008年から同形式の企画により構成された番組『ロケみつ』の放送を開始して、関西・東海圏両方で並行して放映されていた。

経路
| 1日目  | 大阪・梅田→天王寺→藤井寺→奈良・橿原→大阪・難波→天王寺→梅田→心斎橋→                         |
| 2日目  | 東京・新宿→池袋→兵庫・西明石→                                                              |
| 3日目  | 福岡・門司港→沖縄・海洋博公園→北谷→                                                        |
| 4日目  | 那覇→首里城→国際通り→                                                                      |
| 5日目  | 大阪・八尾→寝屋川→梅田→堂島→                                                               |
| 6日目  | 北海道・新千歳空港→札幌→星置→光星→札幌→                                                    |
| 7日目  | 京都・北大路→四条烏丸→京都駅→大阪・柏原→藤井寺→奈良・吉野→大和高田→                        |
| 8日目  | 長野・松本→奈良・大和高田→大阪・天王寺→心斎橋→天王寺→                                      |
| 9日目  | 阿倍野→梅田→京都・四条河原町→嵐山→滋賀・草津→大阪・梅田→愛知・蟹江→名古屋→                 |
| 10日目 | 兵庫・三田→養父→洲本→                                                                      |
| 11日目 | 石川・加賀→大阪・天王寺→住之江→兵庫・夙川→                                                 |
| 12日目 | 東京・有楽町→原宿→山梨・鳴沢（→カナダ・トロント）→                                         |
| 13日目 | 京都・吉祥院→西京極→西大路→京都駅→神奈川・岸根公園→横浜駅→                                 |
| 14日目 | 愛知・岡崎→大阪・動物園前→難波→千日前→粉浜→天王寺→道頓堀→                                  |
| 15日目 | 愛知・ジェイアール名古屋タカシマヤ→京都・烏丸→大阪・岸辺→梅田→                             |
| 16日目 | 京都・長岡京→大阪・文の里→羽曳野→堺→天王寺→アメリカ村→古川橋→                              |
| 17日目 | 千葉・東京ディズニーランド→青森・八戸→                                                     |
| 18日目 | 五戸→十和田→下田→三沢→十和田→                                                              |
| 19日目 | 福島→千葉・土気→東京・六本木→                                                              |
| 20日目 | 大阪・天王寺→難波→生野→玉出→梅田→心斎橋→河内松原→中百舌鳥→南港→心斎橋→駒川中野→アメリカ村→ |
| 21日目 | 兵庫・武庫の里→垂水→大阪・梅田→恵美須町→難波→                                              |
| 22日目 | 高島屋泉北店→富田林→河内松原→藤井寺→生駒→瓢箪山→新石切→東京・五反田→                       |
| 23日目 | 宮城・仙台→大阪国際空港→心斎橋→京橋→茶屋町→                                                |
| 24日目 | 京都・東寺→宇治→奈良・斑鳩→愛知・南陽→豊明→名古屋→                                         |
| 25日目 | 大阪・布施→北巽→難波→高島屋難波店                                                          |

### うまいもんすごろく
- レシートすごろくの後に企画された、陣内のすごろく第2弾。難波の高島屋前を出発し、通行人にとって「うまいもん」を教えてもらい、その店で実際に食べて、それを繰り返して今度は梅田の阪神百貨店地下にあるイカ焼きが食べられたらゴール。
- 食事代は陣内が支払い、ゴールするまで陣内に代金が戻ってこないという、当時の陣内にはシビアなルールであった（しかし、ゴールまでの代金10万3千円はすべてイカ焼きとなった）。
- 番組の最終回でゴール、時間の都合で90分スペシャルとして放送した。
- 企画が後半の方になると、この企画を終わらせたくないがために、ゴールを知っていてもわざと別の食べ物を言う一般人が出てくるようになった。

### 赤い傘に入れてもらって
- 梅田から難波までの移動を道行く人の赤い傘と一緒に移動するというもの。
- チュートリアルが挑戦した。
- 梅雨限定企画で、なかなか雨が降らず、お天気おじさん今出東二がチュートリアルに梅雨明けを宣言して企画終了となった。番組史上初、そして唯一の未達成企画となってしまい、それがショックだったせいか、その梅雨明け宣言を聞いたチュートリアルの二人は号泣していた。

## 特番・総集編
1999年11月に祝日に放送を休む『ちちんぷいぷい』の穴埋めとして、ロザンの「ハンコ1000本配って 梅田〜難波」の1時間の総集編を放送。
また、レシートすごろくの総集編を2000年8月に放送した（毎日放送は開局した9月1日にちなみ毎年8月末に特番を放送、土曜深夜に慣例的に放送していた）。

## その後
2010年9月22日深夜放送の『ジャイケルマクソン』の企画で、梅田 - 難波間でブログを30回更新するという企画が行われた。

## スタッフ
太字のスタッフが関学出身者である。
- 構成：八木晴彦、根宜利彰
- ブレーン：松井洋介、長谷川朝二、北沢建一
- 技術：田中良三、細田勝、田中伸幸、野口正弘（アルチザン）
- 編集：森田晃壮（東通AVセンター）
- 音効：久坂惠紹（戯音工房）
- 美術：上中普雄（毎日放送）
- セットデザイン：内田公幸（毎日放送）
- タイトル：松浦次郎
- イラスト：森一彦
- 広報：川原秋呼（毎日放送）
- アシスタントディレクター：坂井佳史、川上裕（毎日放送）、塩見直久、梅垣砂千子
- ディレクター：長岡広晃（毎日放送）、中本圭（ブリッジ）、吉村岳朗（創太）、坂口好史（Jワークス）
- 演出：新堂裕彦（毎日放送）
- プロデューサー：浜田尊弘（毎日放送）、新田敦生（吉本興業）
- チーフプロデューサー：増谷勝己（毎日放送）
- 製作著作：毎日放送テレビ、吉本興業

## エンディングテーマ
- Love, Day After Tomorrow （倉木麻衣）
- ほか